# Tilman Evers

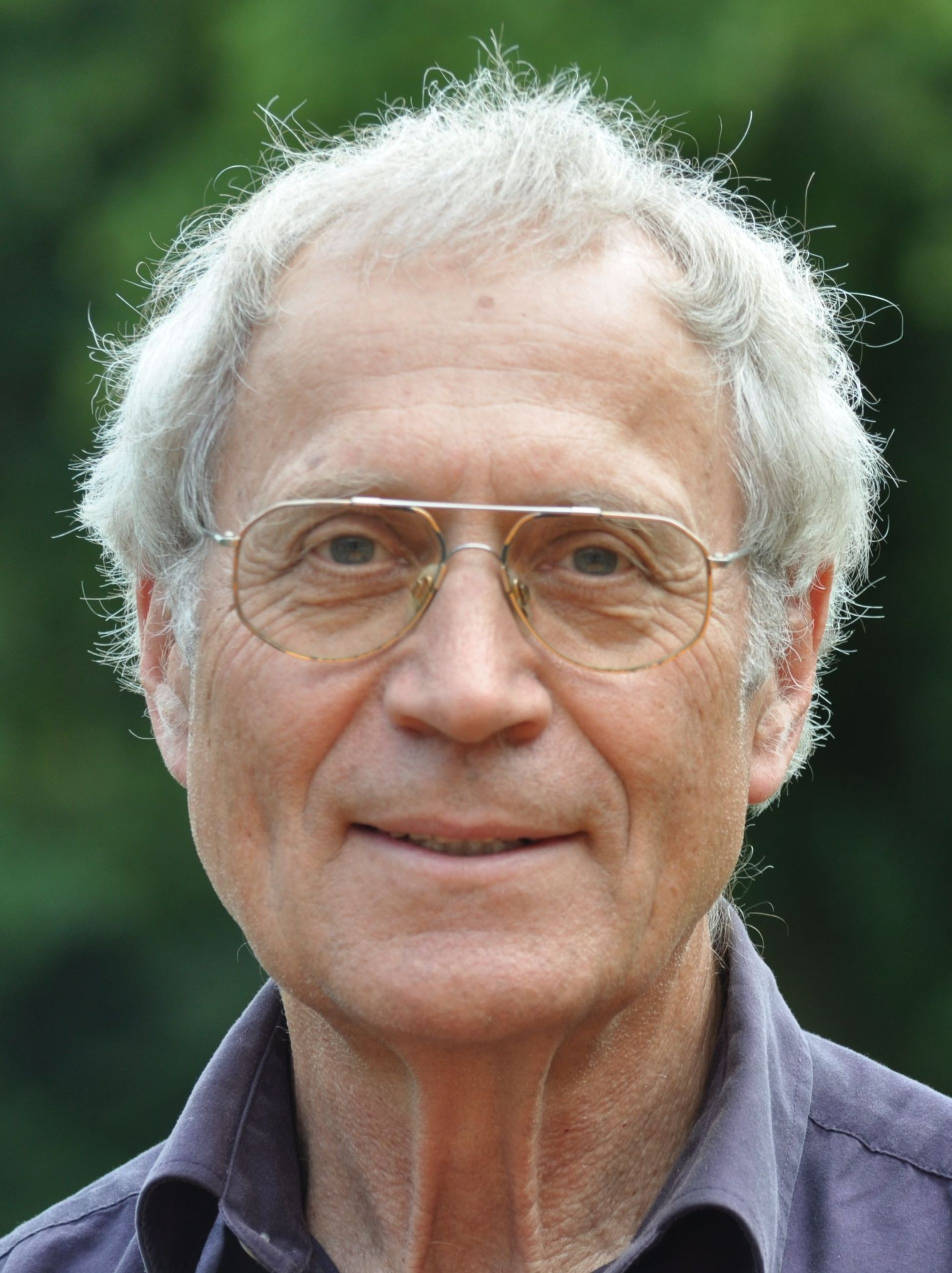
Tilman Evers (2011)

Tilman Evers (* 1. Oktober 1942 in Heidelberg) ist ein deutscher Sozialwissenschaftler und freier Berater im Bereich der Entwicklungspolitik und Konfliktbearbeitung.

## Leben
Sein Vater Hans Gerhard Evers war Kunsthistoriker und Hochschullehrer. Als Zehnjähriger absolvierte Tilman Evers 1953 einen viermonatigen Schulbesuch in Boston/USA. Als Schüler war er Mitglied, später Gruppenleiter, in einer freien bündischen Jugendorganisation (Deutsche Freischar, umbenannt in Jungenschaft im Bund, später Bund Deutscher Jungenschaften). Mit 19 Jahren übernahm er die Schriftleitung der Zeitschrift schrift, einer Publikationsreihe des Bundes deutscher Jungenschaften.
Nach dem Abitur studierte er Rechts- und Politikwissenschaft in Frankfurt, Tübingen und Würzburg und machte 1965 das Erste Juristische Staatsexamen. Nach einem dreijährigen Studienaufenthalt in Argentinien als Stipendiat der Stiftung Volkswagenwerk und als Forschungsbeauftragter des Instituts für Iberoamerikakunde in Hamburg promovierte er 1971 in Jura summa cum laude über die Militärregierung in Argentinien. Auf eine zweijährige Forschungstätigkeit über Guatemala in Hamburg folgte von 1973 bis 1981 eine Assistenzprofessur für Soziologie am Lateinamerika-Institut der Freien Universität Berlin mit weiteren Untersuchungen über und in Lateinamerika. 1978 habilitierte er sich in Politischer Wissenschaft mit einer Schrift über die Rolle des Staates in der Dritten Welt und vier Jahre später in Soziologie. Die spanische Ausgabe seiner Habilitationsschrift El estado en la periferia capitalista wurde zu einem Standardwerk der lateinamerikanischen Staatsdiskussion und erlebte mehrere Auflagen. Weitere wissenschaftliche Arbeiten befassten sich mit der internationalen Sozialdemokratie und mit neuen sozialen Bewegungen.
Von 1982 bis 1985 war er Heisenberg-Stipendiat der Deutschen Forschungsgemeinschaft. 1985–1992 wirkte er als Studienleiter an der Evangelischen Akademie Hofgeismar und verantwortete in dieser Zeit ca. 70 Tagungen in den Bereichen Gesellschaft, Politik, Recht, Soziales, Sozialpsychologie/Sozialphilosophie. Von 1994 bis zur Umstrukturierung 2002 arbeitete er als Wissenschaftlicher Referent für Politische Bildung bei der Deutschen Evangelischen Arbeitsgemeinschaft für Erwachsenenbildung (DEAE), Karlsruhe, später Frankfurt/M. Nach Gastprofessuren im Fachbereich Gesellschaftswissenschaften der Universitäten Gießen und Wien hielt Evers ab 2002 Lehrveranstaltungen an der Österreichischen Friedens-Universität, Stadtschlaining, in der Akademie für Konflikttransformation, Bonn, an der Technischen Universität Darmstadt sowie an der World Peace University, Basel.
Evers ist verheiratet mit der Psychologin und Soziologin Stefanie Spessart-Evers und lebt in Kassel.

## Werk
Für Evers sind Gerechtigkeit und Frieden zentrale Themen. Er beschäftigt sich mit Fragen von Kultur und Religion, Philosophie und Psychologie. Er versteht Politik und Spiritualität nicht als Gegensätze, sondern als Pole und betont die Relevanz von Lernoffenheit, kritischem Denken und Solidarität im Zeitalter der Globalisierung. In allen Phasen seines Wirkens hat er Ergebnisse seines Forschens und Denkens veröffentlicht, u. a. zu Lateinamerika, Entwicklungstheorie und -politik, Staat, Demokratie, Sozialpsychologie, Sozialphilosophie, Föderalismus, Europäische Integration, Zivile Konfliktbearbeitung. Mehrere seiner Schriften wurden ins Spanische, Portugiesische und/oder ins Englische übersetzt; er selbst hat z. T. auf Englisch und Spanisch publiziert.
Evers war Mitglied im „Kuratorium für einen demokratisch verfassten Bund deutscher Länder“, im Kuratorium der Theodor-Heuss-Stiftung e. V. und von Mehr Demokratie e. V. und 1992 Sachverständiger für Bürgerbeteiligung in der Gemeinsamen Verfassungskommission von Bundestag und Bundesrat. Er war beteiligt an der Gründung und Arbeit des Chile-Solidaritätskomitees, West-Berlin (1973–1981), und des daraus hervorgegangenen Forschungs- und Dokumentationszentrums Chile-Lateinamerika (FDCL), Berlin (Gründungs-Vorsitzender), der Gesellschaft für entwicklungspolitische Bildung (1976–1992), des Netzwerks Friedenssteuer, ab 1996 Vorstandsmitglied im Forum Ziviler Friedensdienst e. V. (forum ZFD) und dessen Vorsitzender (2004–2010) sowie Mitorganisator der Plattform Zivile Konfliktbearbeitung, des European Network for Civil Peace Services (EN.CPS, 2000–2012) und Referent mehrerer Fachtagungen.
Seine diesbezüglichen Publikationen, darunter Ziviler Friedensdienst – Fachleute für den Frieden / Idee, Erfahrungen, Ziele, (Herausgabe), und Begegnen und Verwandeln – Zur Psychologie der Friedensarbeit, Werkheft einer Tagungskooperation der Evangelischen Akademie Iserlohn, der Internationalen Ärzte gegen den Atomkrieg (IPPNW) und der Akademie für Konflikttransformation, Bonn 2005 (Redaktion) dokumentierten die rapide Entwicklung des Zivilen Friedensdienstes (ZFD). 2002/03 verantwortete er eine Machbarkeitsstudie für ein internationales Projekt des ZFD in Zypern.
Außerhalb ihrer fachlichen Tätigkeiten sind Evers und seine Frau als Ko-Leiter an wiederkehrenden kulturhistorischen Studienreisen zur Kathedrale von Chartres/Frankreich beteiligt und haben dazu publiziert.

## Schriften (Auswahl)
- Bürgerliche Herrschaft in der Dritten Welt. Elemente einer Theorie des Staates in ökonomisch unterentwickelten Gesellschaftsformationen. Europäische Verlagsanstalt, Köln/Frankfurt 1977.
- Mythos und Emanzipation. Eine kritische Annäherung an C.G. Jung. Junius, Hamburg 1987.
- Volkssouveränität im Verfahren. Die Verfassungsdiskussion über direkte Demokratie. In: Aus Politik und Zeitgeschehen. Beilage zur Zeitschrift „Das Parlament“, B 23/91 vom 31. Mai 1991, S. 3–15.
- Als Herausgeber: Chancen des Föderalismus in Deutschland und Europa. Nomos, Reihe Föderalismus-Studien Bd. 2, Baden-Baden 1994.
- Supranationale Staatlichkeit am Beispiel der Europäischen Union: Civitas civitatum oder Monstrum? In: Leviathan. Heft 1/1994, S. 115–135, auch in: Mitteilungen des Deutschen Instituts für Föderalismusforschung e.V. Hannover, Heft 3, Dezember 1993, S. 27–38.
- Bürgergesellschaft. Ideengeschichtliche Irritationen eines Sympathiebegriffs. In: FR-Dokumentation. In: Frankfurter Rundschau. 10. Mai 1999, S. 8–9, auch in: Sozial Extra. Nr. 7/8 1999 S. 2–4.
- Als Herausgeber: Ziviler Friedensdienst – Fachleute für den Frieden. Idee – Erfahrungen – Ziele. Leske + Budrich, Opladen 2000.
- Working on Conflict. Der Zivile Friedensdienst nach sechs Jahren. In: Ansgar Klein und Silke Roth (Hrsg.): NGOs im Spannungsfeld von Krisenprävention und Sicherheitspolitik. VS-Verlag, Wiesbaden 2007, S. 141–161, auch als: Arbeit an Konflikten. Der Zivile Friedensdienst nach sechs Jahren. In: Ziviler Friedensdienst – ‚Frieden schaffen ohne Waffen’. Dossier 52 der Zeitschrift Wissenschaft und Frieden. Nr. 2/2006, S. 2–11.
- Logos und Sophia. Das Königsportal und die Schule von Chartres. Ludwig, Kiel 2011.
- Politik und Sinn. Ideen zu einer zivilgesellschaftlichen Erwachsenenbildung. Herausgegeben von Andreas Seiverth. Waxmann-Verlag, Münster 2014.